# Juan Carlos Puig
Juan Carlos Puig (Rosario, 15 de noviembre de 1928 - Caracas, 5 de marzo de 1989) fue un abogado y diplomático argentino que se destacó como teórico de la relación entre la dependencia y la autonomía de los países periféricos. En 1973 fue el ministro de Relaciones Exteriores del presidente Héctor J. Cámpora.

## Biografía
Cursó sus estudios terciarios en la Universidad Nacional del Litoral (UNL), graduándose en 1950 como licenciado del servicio consular. Realizó estudios de posgrado en la Universidad de París, donde obtuvo en 1954 el título de doctor en derecho. Tres años más tarde hizo un máster en leyes en la Universidad de Pensilvania, y en 1959 obtuvo el título de doctor en diplomacia en la UNL.
Realizó una extensa carrera académica, dictando cursos en numerosas universidades, y fue director de la Escuela Superior de Ciencia Política y Relaciones Internacionales de la Universidad Nacional de Rosario. Publicó en total 12 libros, numerosos artículos en revistas especializadas y varios títulos en colaboración.
Es considerado como uno de los referentes argentinos más destacados en la producción académica de las relaciones internacionales. Sus escritos reflejaron ideas novedosas en torno al derecho internacional, la política internacional, la política exterior argentina y la ciencia política. Fue autor y compilador de una obra colectiva seminal, participó en publicaciones conjuntas y publicó artículos en numerosas revistas especializadas del país y del exterior. Además, fue un destacado académico con proyección política que aportó un enfoque particular al análisis tanto de la coyuntura como de las tendencias de la política mundial.
En 1973, el presidente electo Héctor J. Cámpora lo nombró ministro de Relaciones Exteriores, asumiendo su cargo el 25 de mayo de ese año. Durante su corta gestión, se preparó e inició conversaciones para avanzar con las negociaciones para la transferencia de soberanía de las islas Malvinas.
Abandonó el cargo al producirse la renuncia de Cámpora en el mes de julio, y regresó a la actividad académica. Desde 1975 se instaló en Venezuela, donde residió el resto de su vida. Es considerado uno de los más destacados analistas de las relaciones exteriores, y sus escritos destacan por el análisis de las relaciones entre las potencias centrales, caracterizando con precisión el grado de autonomía que puede alcanzar un país periférico, en unión con otros países periféricos.
Falleció en Caracas en el año 1989.

## Obra publicada
- Principios de derecho internacional público americano (1952)
- Comentarios sobre conducción política (Escuela Superior Peronista, 1954)
- La Antártida Argentina ante el derecho (1960)
- Sociología de la literatura, con Robert Escarpit y Juan Carlos Marsal (1962)
- Caso Ambatielos (1968)
- Estudios de derecho y política internacional (1970)
- De la dependencia a la liberación (1973)
- Relaciones internacionales (1975)
- Derecho de la comunidad internacional (1986)